# Lucianisch-osttimoresische Beziehungen
Die Beziehungen zwischen Osttimor und Saint Lucia waren bisher spärlich.
Osttimor und St. Lucia nahmen am 14. November 2023 diplomatische Beziehungen auf.
Weder hat St. Lucia eine Botschaft in Osttimor, noch Osttimor eine diplomatische Vertretung in St. Lucia. Beide Staaten gehören zur Bewegung der Blockfreien Staaten, zur AKP-Gruppe und zur Gruppe der 77. Für 2022 gibt das Statistische Institut Osttimors keine Handelsbeziehungen zwischen Osttimor und St. Lucia an.